# 路易絲·亨麗埃特·德·波旁
路易絲·亨麗埃特·德·波旁（法語：Louise Henriette de Bourbon，1726年6月20日—1759年2月9日），是法兰西奥尔良公爵路易-菲利普一世的妻子。婚前，她在宫中被称为孔蒂女士（Mademoiselle de Conti）。
路易絲·亨麗埃特是法国国王路易十四和情妇蒙特斯潘侯爵夫人的曾孙女，母亲是孔代亲王妃路易絲·弗朗索瓦絲的女兒。
1743年，她和路易-菲利普一世结婚。她育有一子一女，其中儿子是日后在法国大革命中背叛国王路易十六的奧爾良公爵路易-菲利普，孙子則是后来的法王路易-菲利普一世。